# Степний (Усть-Калманський район)
Степни́й (рос. Степной) — селище у складі Усть-Калманського району Алтайського краю, Росія. Входить до складу Чаришської сільської ради.

## Населення
Населення — 92 особи (2010; 161 у 2002).
Національний склад (станом на 2002 рік):
- росіяни — 86 %